# Anolis datzorum
Anolis datzorum — вид ігуаноподібних ящірок родини анолісових (Dactyloidae). Мешкає в Коста-Риці і Панамі.

## Опис
Anolis datzorum — середній представник свого роду, довжина якого (без врахування хвоста) становить 5 см. Задні лапи відносно короткі, збільшені спинні лускочки відсутні, черевні луски кілеподібні. Забарвлення переважно зеленувате, горловий мішок у самців білий або жоатуватий.

## Поширення і екологія
Anolis datzorum мешкають в горах Серранія-де-Табасара і Кордильєра-де-Таламанка на заході Панами та на крайньому сході Коста-Рики. Вони живуть в первинних гірських тропічних лісах, на висоті від 1600 до 2400 м над рівнем моря. Ведуть напівдеревний спосіб життя, відкладають яйця.

## Збереження
МСОП класифікує цей вид як такий, що перебуває під загрозою зникнення. Anolis datzorum загрожує знищення природного середовища.